# 凱尼爾沃思城堡
凱尼爾沃思城堡（Kenilworth Castle）是英國的一座城堡，位於英格蘭沃里克郡凱尼爾沃思。凱尼爾沃思城堡始建於12世紀，無論在軍事上和歷史上都有重要地位。凱尼爾沃思城堡經歷過多次擴建。